# Isoberlinia
Isoberlinia là một chi thực vật có hoa trong họ Đậu.